# جوزف ارلنگر
جوزف ارلنگر (انگلیسی: Joseph Erlanger؛ زاده ۵ ژانویهٔ ۱۸۷۴ درگذشته ۵ دسامبر ۱۹۶۵) یک دانشمند در زمینه فیزیولوژی و اهل ایالات متحده آمریکا بود.